# St. Veit (Veitsbronn)

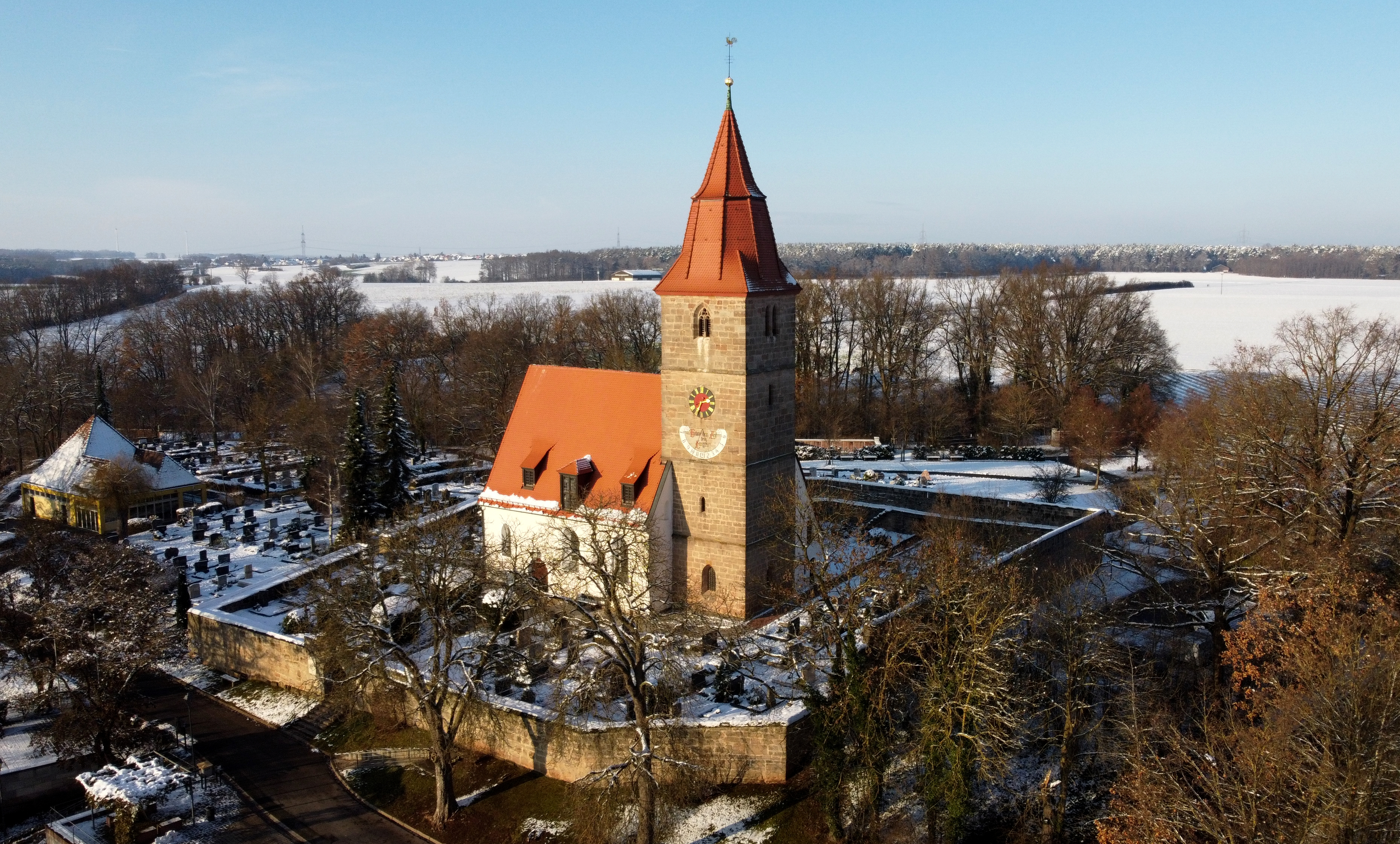
Luftbild der Kirche St. Veit aus Richtung Südosten mit dem umgebenden Friedhof und der teilweise erhaltenen Wehrmauer (14. Jahrhundert).

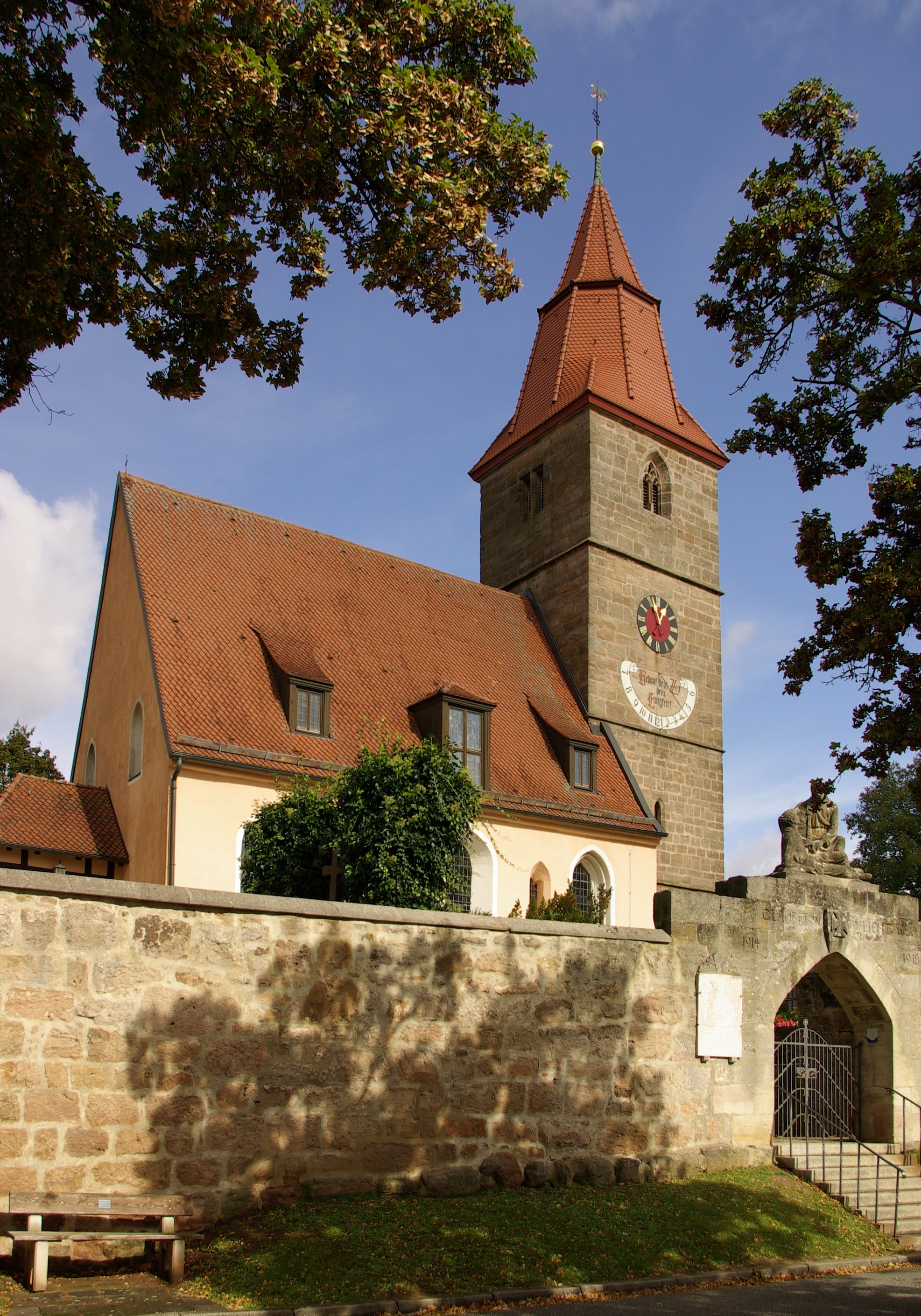
St. Veit, Südseite

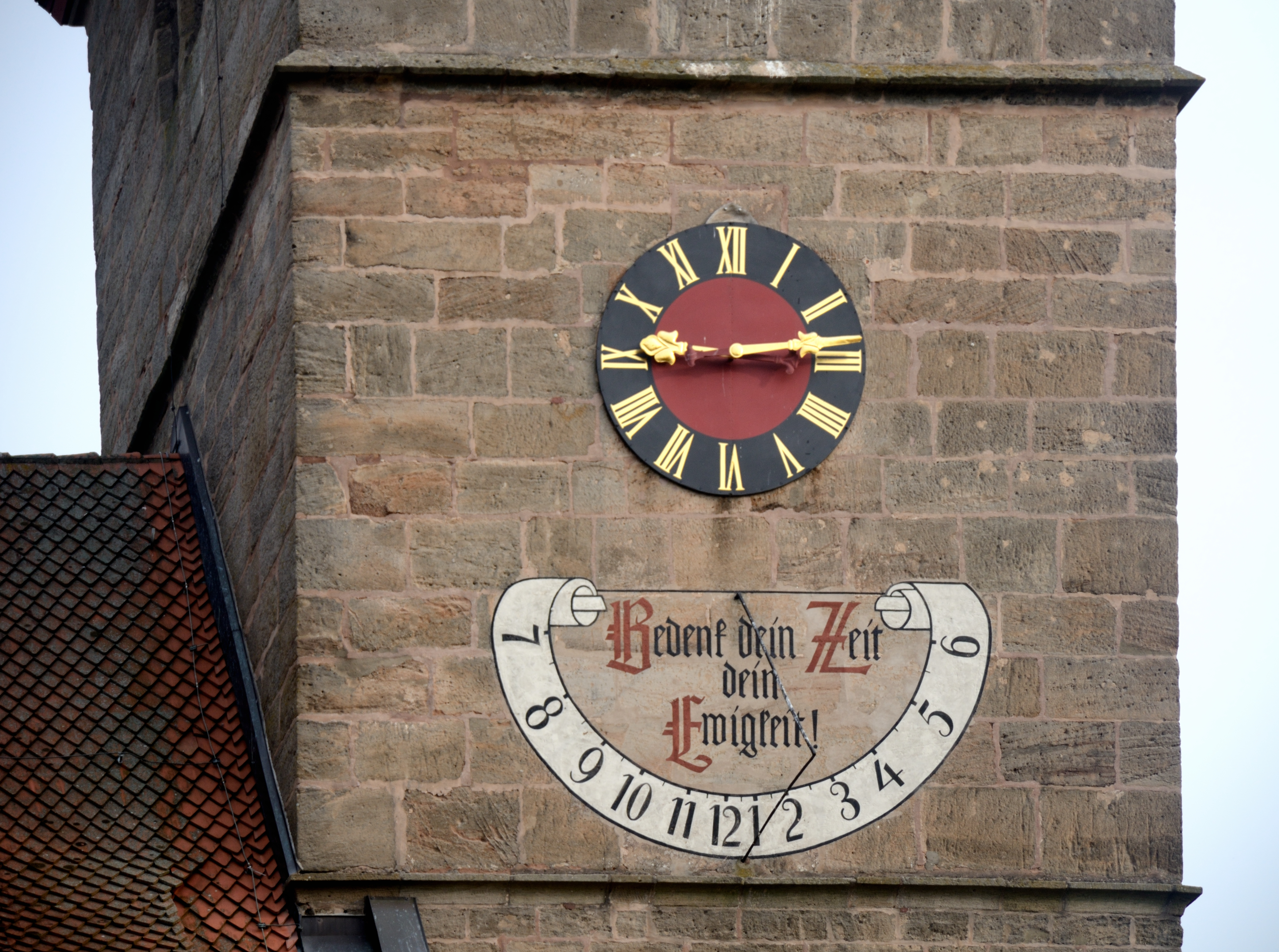
Sonnenuhr

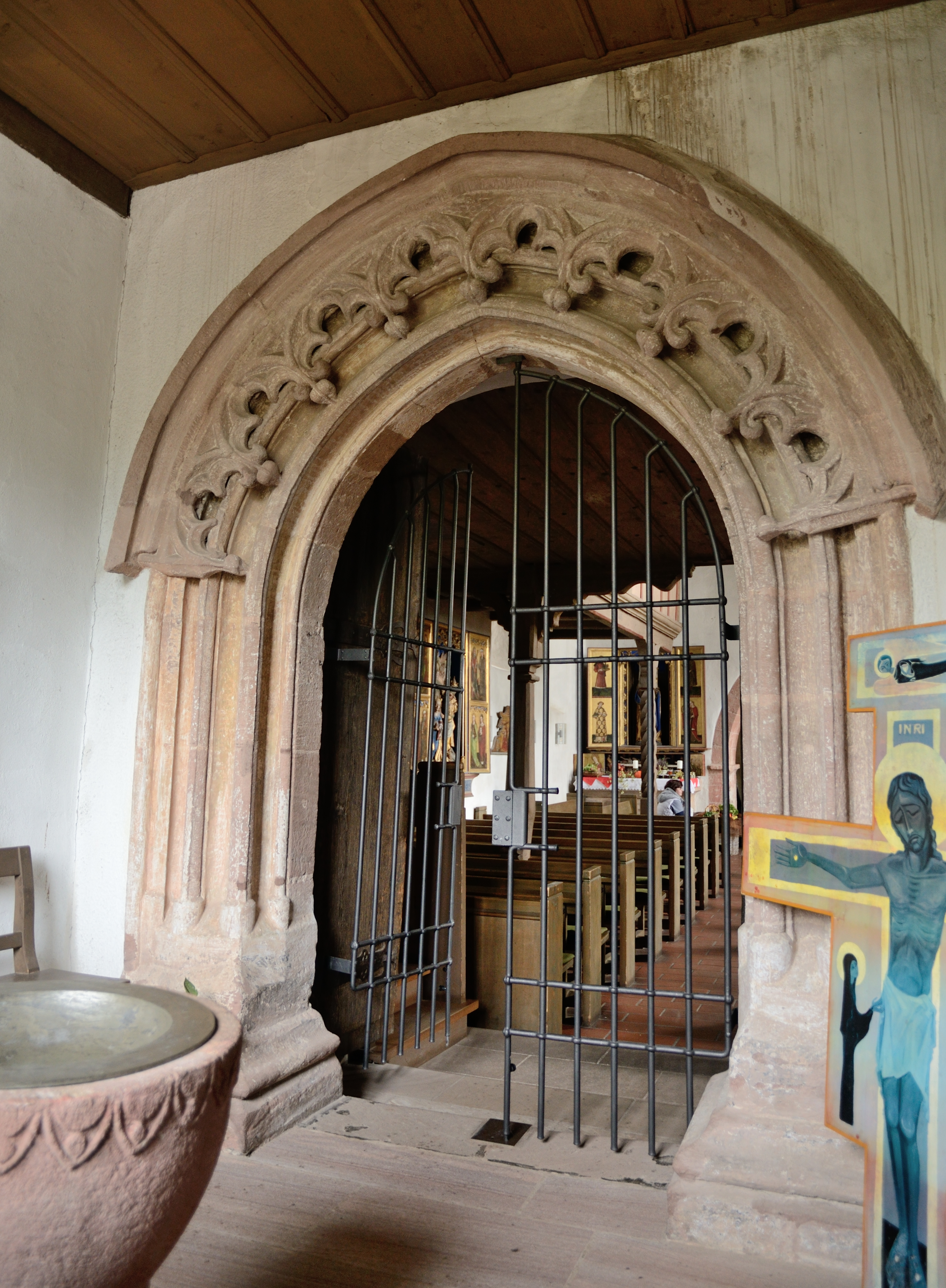
Ehemaliges Westportal

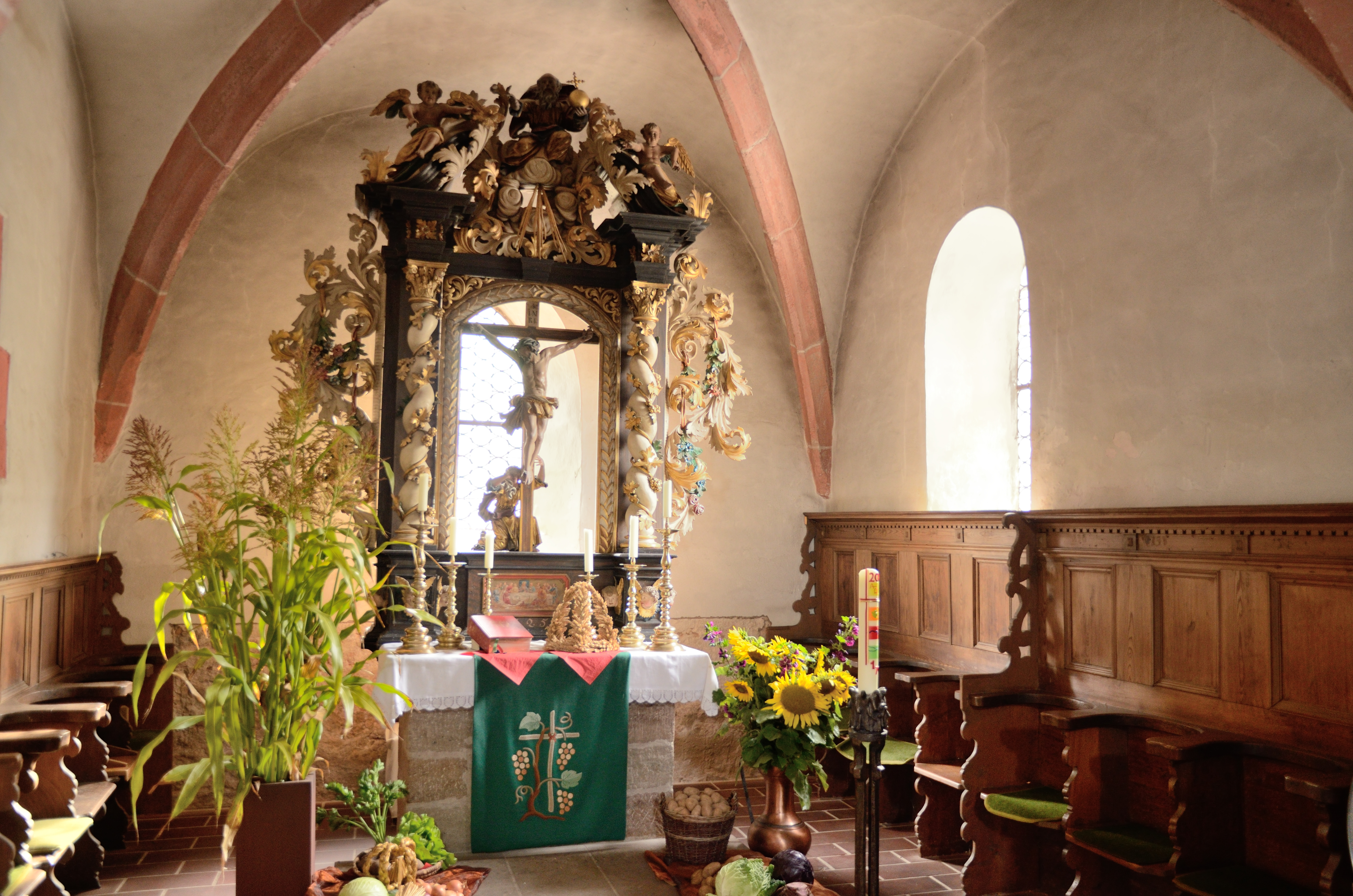
Chorraum

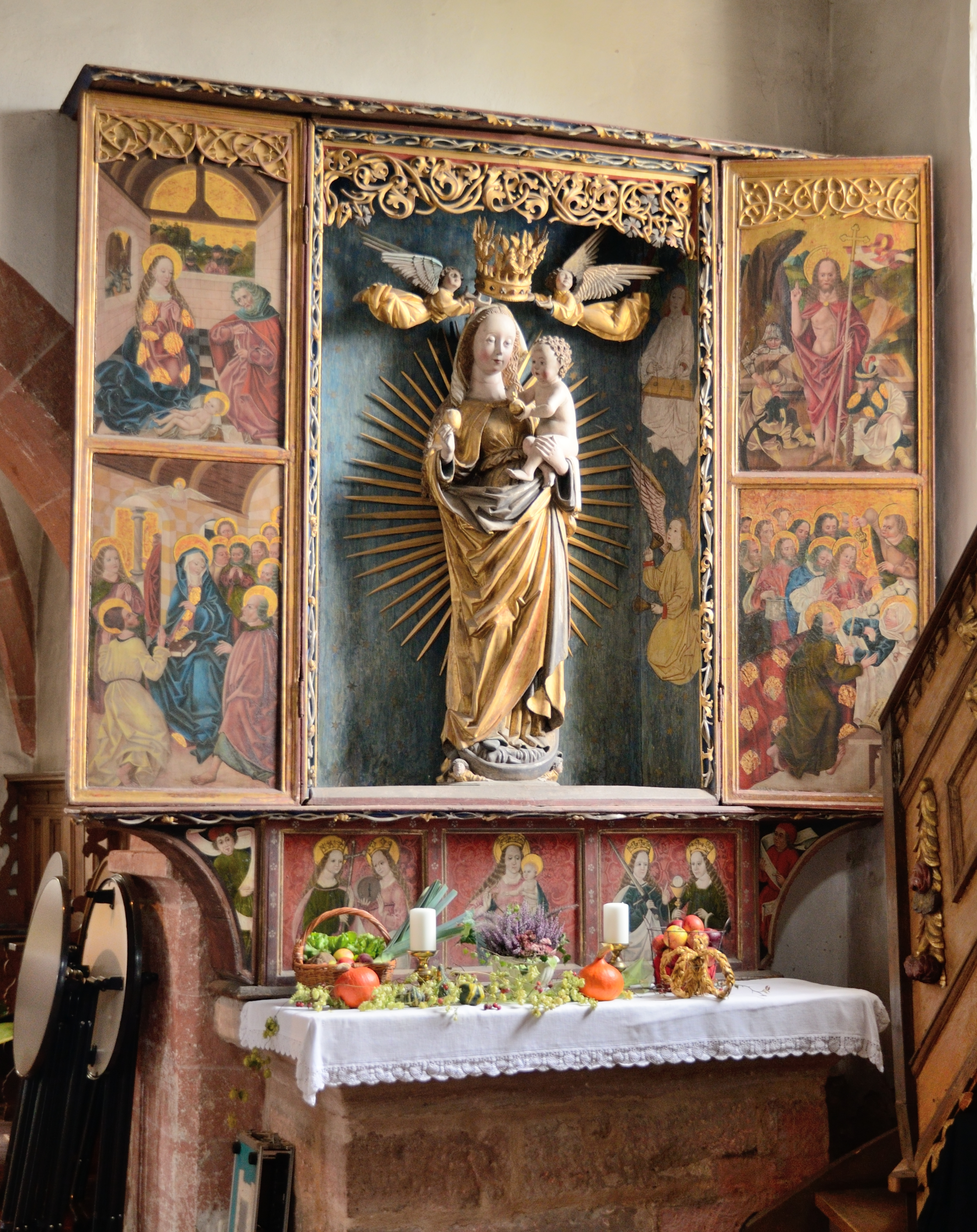
Marienaltar

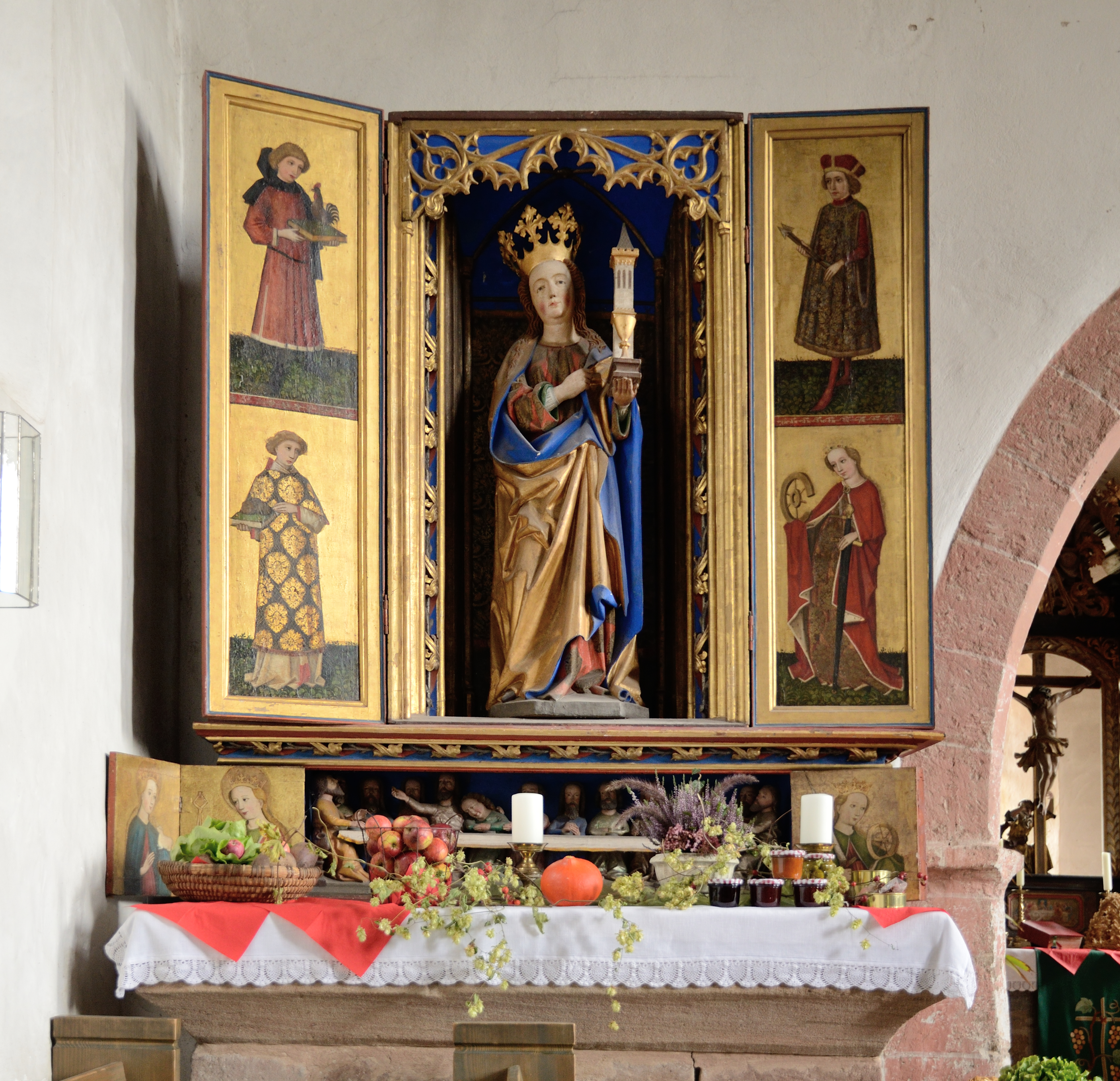
Barbaraaltar

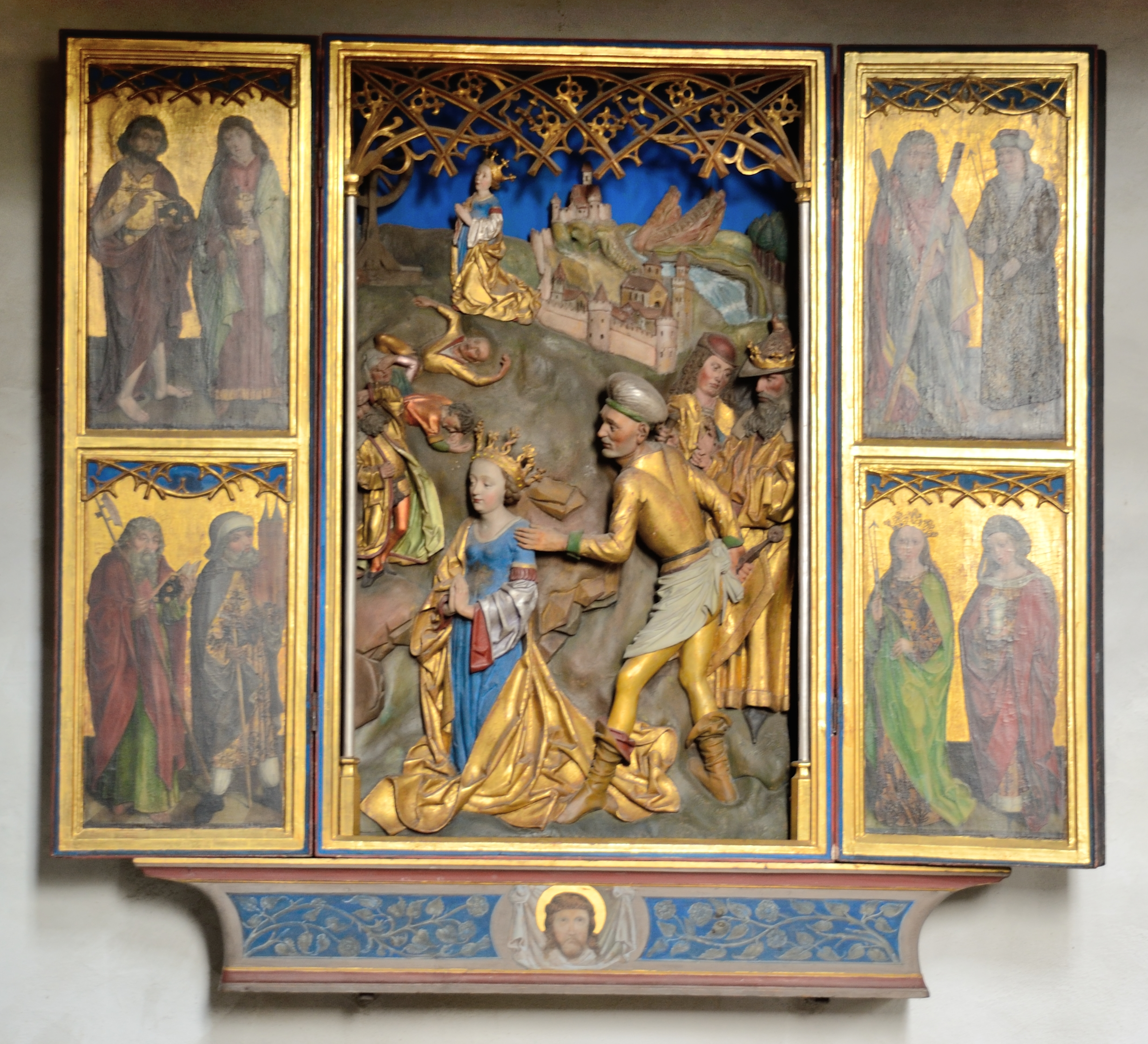
Katharinenaltar

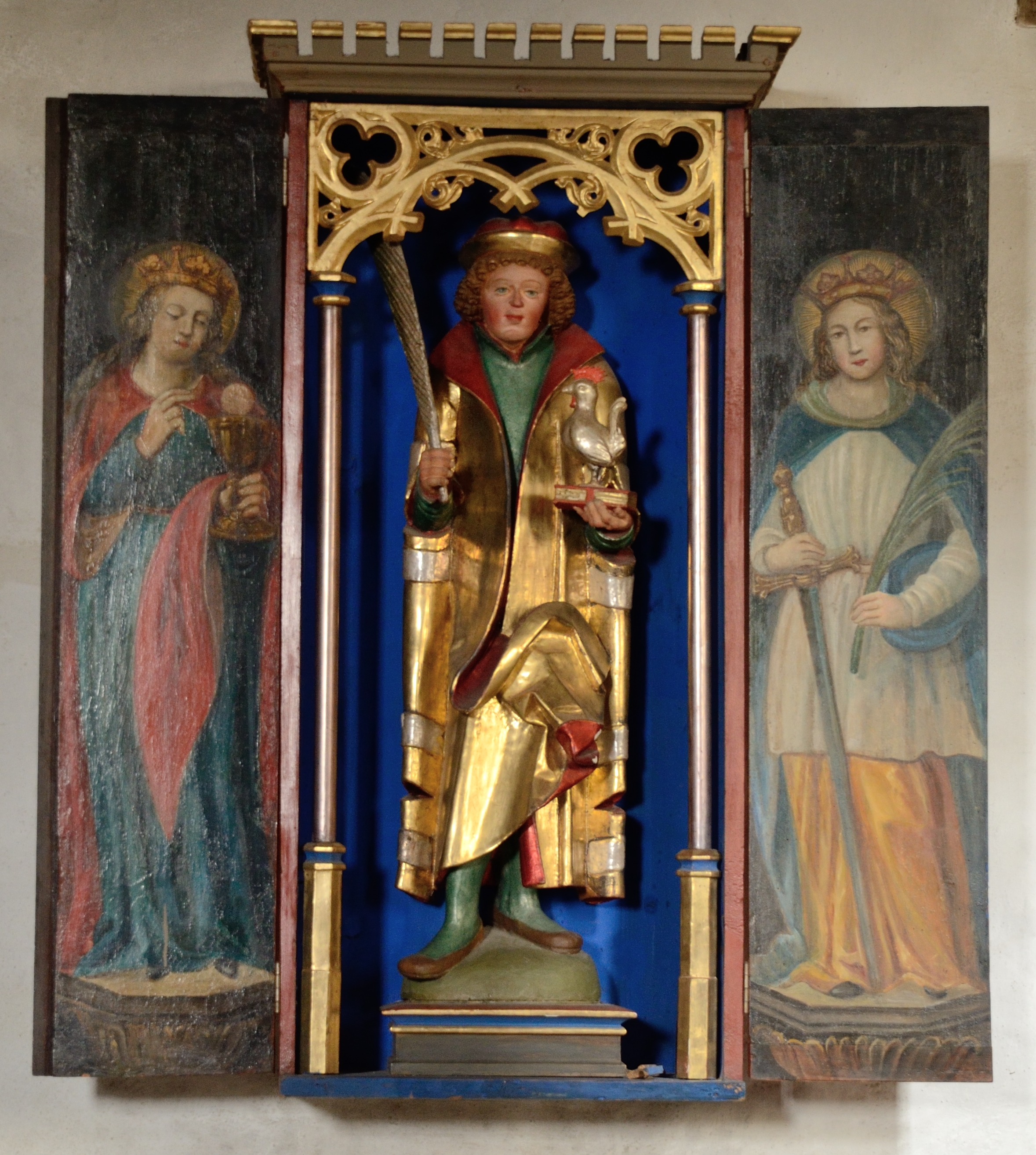
Veitsaltar

St. Veit ist eine nach dem heiligen Veit benannte Kirche. Sie gehört heute der evangelisch-lutherischen Kirchengemeinde Veitsbronn (Dekanat Fürth).

## Kirchengemeinde
St. Veit wurde 1350 als Filiale der Pfarrei St. Magdalena (Herzogenaurach) erstmals schriftlich erwähnt. Die Patronatsherrin über Herzogenaurach – und damit auch über Veitsbronn – war die Äbtissin des Benediktinerinnenklosters Kitzingen. Wegen der Schulden, die das Kloster angehäuft hatte, verkaufte 1337 Äbtissin Gisela von Brauneck das Patronatsrecht an den Nürnberger Bürger Konrad Groß. Dieser übertrug es dem von ihm gestifteten Heilig-Geist-Spital in Nürnberg. Nach der Reformation ging das Patronatsrecht an die Reichsstadt Nürnberg über.
Im Gegensatz zur Pfarrei Herzogenaurach, die zum Erzbistum Bamberg gehörte, war St. Veit dem Diakonat Langenzenn des Bistums Würzburg zugeordnet. Den Kirchweihschutz am Veitstag (15. Juni) und am Sonntag nach St. Laurentius (10. August) übten die Ansbacher Markgrafen als Landesherren aus. Der Kirchweihtermin am Laurentiustag könnte ein Hinweis darauf sein, dass es bereits vor der Veitskirche eine Kirche gegeben hat.
St. Veit war von Anbeginn eine Wallfahrtskirche für Pilger aus Herzogenaurach, die diese wegen einer dem heiligen Veit zugeschriebenen wundertätigen Quelle am Kirchberg aufsuchten. Seit 1529 ist St. Veit evangelisch-lutherisch und seit 1547 eine selbstständige Pfarrei. Trotzdem durfte sie von den katholischen Wallfahrern aufgesucht werden. Seit dem 18. Jahrhundert steht bei den Wallfahrten die „verlassene Gottesmutter“ des Marienaltars im Vordergrund. Dies hatte zur Folge, dass die Kirchweih seitdem am Sonntag nach Mariä Himmelfahrt (15. August) gefeiert wird.
Heute gehören zur Kirchengemeinde die Heilig-Geist-Kirche in Obermichelbach und die Friedenskirche in Tuchenbach.

## Baugeschichte
St. Veit entstand in der zweiten Hälfte des 14. Jahrhunderts. Nach dem Städtekrieg von 1388 wurde sie zur Wehrkirche ausgebaut. In der 2. Hälfte des 15. Jahrhunderts wurde eine Westempore eingebaut. Nach dem Dreißigjährigen Krieg musste die Kirche wieder hergestellt werden. Hierbei wurden die übrigen Emporen eingelassen. Zu einem späteren Zeitpunkt kamen die Dachfenster hinzu. 1781 wurde der Fünfknopf-Spitzhelm durch die heutige Turmspitze ersetzt. 1827 wurden die Fenster erweitert und das Südportal eingelassen. 1878/82 wurde die Kirche unter der Leitung des Nürnberger Professors Georg Eberlein renoviert. Hierbei wurden vorhandene barocke Fresken, Decken- und Emporengemälde erneuert bzw. völlig neu gemalt. 1930 wurde an der Westseite des Saales eine Vorhalle angebaut. Bei den Restaurierungsarbeiten 1939/40 und 1949/51 wurden die Gemälde von Professor Eberlein wieder beseitigt.

## Baubeschreibung
Die aus Sandsteinquadern unterschiedlicher Größe gebaute Chorturmkirche liegt auf einer Anhöhe und ist von einem Friedhof umgeben, der durch eine Wehrmauer geschützt ist. Eine Treppe mit 107 Stufen führt von der Ortsmitte zur Kirche.
Der ungetünchte Chorturm im Osten hat einen quadratischen Grundriss und ist viergeschossig und schließt mit einem achtseitigem, einmal abgesetzten Spitzhelm ab. Im Chorgeschoss gibt es Spitzbogenfenster an der Süd- und Ostseite. An der Nordseite schließt die getünchte Sakristei an. Sie hat an der Ostseite ein Stichbogenportal und ein Spitzbogenfenster, an der Nordseite ein Stichbogenfenster. Im ersten Turmgeschoss gibt es an der Südseite ein kleines Spitzbogenfenster, das ursprünglich wohl eine Schießscharte war. Im zweiten Geschoss ist an der Südseite eine Sonnenuhr angebracht, darüber das Ziffernblatt der Turmuhr. An der Ost- und Nordseite gibt es zwei kleine Rechteckfenster, die ebenfalls wohl ursprünglich Schießscharten waren. Im Glockengeschoss gibt es an jeder Seite paarweise Schallöffnungen, im Süden als Spitzbogen-Maßwerk, im Norden und Osten als Spitzbogen und im Westen als Rechteck.
Der Saalbau im Westen ist getüncht und hat ein spitzes Satteldach. An der Westseite befand sich das Spitzbogenportal, nunmehr ein Anbau mit Walmdach, der als Taufkapelle genutzt wird. An der Südseite gibt es vier Spitzbogenfenster unterschiedlicher Größe und das Spitzbogenportal. An der Nordseite sind zwei kleine, schießschartenförmige Spitzbogenfenster, darunter ein kleiner Anbau.
Der Chorraum hat ein Kreuzrippengewölbe und ein Spitzbogenportal zum Saal. Der einschiffige Saal hat ein Tonnengewölbe aus Holz. Die erste Empore ist an der West- und Nordseite eingelassen, die zweite Empore an der West-, Nord- und Ostseite.

## Ausstattung
St. Veit hatte ursprünglich vier Nebenaltäre, von denen zwei vollständig erhalten geblieben sind. Von den zwei übrigen sind die Altaraufsätze erhalten geblieben.
Der Marienaltar steht an der Ostwand des Saales rechts vom Rundbogenportal. Der 1470/80 geschnitzte und gemalte Altar stammt aus der gleichen Werkstatt wie der St.-Wolfgang-Altar von St. Lorenz (Nürnberg), dessen Meister wahrscheinlich Valentin Wolgemut war. In der Mitte steht die Holzstatue der sogenannten „verlassenen Gottesmutter“, in der Darstellung eine Anspielung an die apokalyptische Frau (Offb 12,1 ). Der geöffnete Altar zeigt links oben die Beschneidung Jesu (Lk 2,21 ), rechts oben den auferstandenen Christus, links unten die Ausgießung des Heiligen Geistes (Apg 2,1–41 ) und rechts unten Marias Tod. In der Predella ist in der Mitte die Gottesmutter mit Kind abgebildet, links daneben die hl. Margaretha mit dem Stabkreuz und die hl. Christina und rechts die hl. Katharina und die hl. Barbara. Der geschlossenen Altar zeigt links oben Marias Tempelgang, oben in der Mitte Verlobung Marias, rechts oben Mariä Verkündigung (Lk 1,26-38 ), links unten Jesu Beschneidung (Lk 2,21 ), unten in der Mitte die Anbetung der Könige (Mt 2,1-12 ) und rechts unten die Darstellung des Herrn. Der rechte Seitenflügel fehlt. 
Der Barbaraaltar steht an der Ostwand des Saales links vom Rundbogenportal. Der um 1440/50 geschnitzte und gemalte Altar stammt aus der Nürnberger Schule im Umkreis des Meisters des Nothelfer-Altares der Heilig-Kreuz-Kapelle in Nürnberg. Im Schrein steht, datiert um 1500, die heilige Barbara mit Kelch und Turm. Der geöffnete Altar zeigt links oben den Heiligen Veit, rechts oben Sebastian, links unten Stephanus und rechts unten Katharina. In der Predella ist das heilige Abendmahl dargestellt. Die geöffneten Flügel der Predella zeigen links die Heiligen Agnes und Apollonia, rechts Katharina und Barbara. Der geschlossene Altar zeigt paarweise oben von links nach rechts die Nothelfer und andere Heilige: die Heiligen Pantaleon und Eustachius, den Bischof Nikolaus und den Apostel Andreas, Achatius und Dionysius, Sebastian und Christophorus; unten von links nach rechts Margaretha und Katharina, Ägidius und Erasmus, Leonhard und Georg, Barbara und Veit. Auf den Tafeln der geschlossenen Predella ist links der Heilige Andreas und Margaretha abgebildet, und rechts Dorothea und Stephanus.
Der Katharinenaltar stand ehemals im Chor, der Altaraufsatz hängt jetzt an der Nordwand der Kirche. Er wurde um 1505/10 in der Werkstatt des Meisters des Martha-Altares von St. Lorenz (Nürnberg) geschaffen. Der Mittelschrein zeigt das Martyrium der heiligen Katharina und weitere Szenen nach der Legende. Die Gemälde zeigen links oben Johannes den Täufer und den Evangelisten Johannes, rechts oben Andreas und Sebastian, links unten Thomas und Sebaldus von Nürnberg, rechts unten Philomena und Maria Magdalena. Im geschlossenen Zustand zeigt er links oben Maria mit Jesus, der Katharina – rechts oben – einen Ring reicht, neben Katharina, die heilige Barbara. Links unten ist Christophorus und Leonhard und rechts unten Veit und Georg abgebildet.
Der Veitsaltar stand ursprünglich auch im Chor, später in einer Wandnische der nördlichen Chorwand und seit 1878/82 an der Nordwand des Kirchenschiffes. Die Figur wurde im späten 15. Jahrhundert von einem unbekannten Künstler geschnitzt. Der linke Flügel stellt die heilige Katharina und der rechte die heilige Barbara dar.
Die Holzkanzel wurde 1697 verfertigt. Sie ist an der Südwand vor dem Marienaltar angebracht. Der polygonale Korb wird von einem Engel getragen. Auf dem Schalldeckel ist eine Figur des auferstandenen Christus des 16. Jahrhunderts angebracht, der ursprünglich auf dem Marienaltar stand.
Der kelchförmige Taufstein aus rötlichem Sandstein stammt vermutlich aus der ersten Hälfte des 17. Jahrhunderts. Er befindet sich in der 1930 errichteten Westvorhalle, in der auch ein Holzkruzifix des 16. Jahrhunderts aufgehängt ist.
Der Choraltar ist eine mittelalterliche Steinmensa. Der Holzaufbau wurde vermutlich im 18. Jahrhundert von einem Wilhermsdorfer Künstler gefertigt.